# 妮娜·乔治
妮娜·乔治（德語：Nina George, 1973年8月30日—）是一位德国作家。

## 生平
1973年出生于西德北莱茵-威斯特法伦州比勒费尔德，高中辍学后在多家公司任职，1993年开始从事自由记者和专栏作家，为《柯夢波丹》和《阁楼 (杂志)》供稿。2013年父亲过世后，撰写半自传小说《小小巴黎书店》，该书一度成为畅销书，被翻译成37种文字，全球销量超过150万册。目前和丈夫生活在德国汉堡。

## 著作
- 《小小巴黎书店》，中信出版集团，2017年8月，ISBN 9787508678047
- 《梦海》，中信出版集团，2021年6月，ISBN 9787521723953